# Мартынов, Игорь Александрович (политик)
Игорь Александрович Мартынов (род. 27 февраля 1974 года, Астрахань, СССР) — российский политический деятель. Председатель Думы Астраханской области с 26 сентября 2016 года.

## Биография
В 1991 году окончил среднюю школу № 10 города Астрахани и поступил в Пушкинское высшее военное инженерное строительное училище по специальности «Строительство и эксплуатация зданий и сооружений», которое окончил в 1996 году.
С 1996 по 1998 год — проходил службу в Вооруженных Силах РФ. В августе 1998 вернулся в Астрахань, где начал работать в гражданской сфере на различных должностях: ведущий специалист отдела регистрации нежилых помещении Астраханской областной регистрационной палаты, инженер-строитель в ОАО «Астраханоргтехводстрой», инженером в ОАО «Астраханский спиртзавод» и другие.
С 2003 по 2006 год занимал пост директора ООО «Гидромонтаж».
В 2004 году поступил на заочное отделение в Московский международный юридический институт при Министерстве юстиции РФ, который окончил в 2006 году по специальности «юриспруденция».
В октябре 2006 года назначен первым заместителем главы администрации Советского района города Астрахани. С 2008 года заместитель председателя комитета по коммунальному хозяйству администрации Астрахани. В этом же году был переведен на должность заместителя руководителя администрации Губернатора Астраханской области.
Постановлением губернатора Астраханской области от 4 мая 2009 года № 197 присвоен классный чин государственной гражданской службы «Действительный государственный советник Астраханской области 3 класса». С 2009 года — в составе регионального политсовета политической партии «Единая Россия».
В 2009 году был выдвинут кандидатом от «Единой России» на выборах главы муниципального образования «Камызякский район» Астраханской области и победил. В течение 5 лет исполнял обязанности главы муниципального образования «Камызякский район».
В 2014 году был включен губернатором Александром Жилкиным в члены Совета Федерации, сменив Юрия Чаплина.
18 сентября 2016 года избран депутатом Думы Астраханской области по списку «Единой России».
26 сентября 2016 года на первом заседании Думы избран Председателем думы Астраханской области шестого созыва.
27 февраля 2020 года ушел с поста секретаря астраханского отделения «Единой России».